# Chlorochina
Chlorochina (łac. Chloroquinum) – wielofunkcyjny organiczny związek chemiczny, pochodna chinoliny. Stosowana jako lek pierwotniakobójczy, znosi ostry atak malarii, pełzaka czerwonki i lamblii jelitowej; działa także przeciwzapalnie. Obecnie często stosuje się jej analogi. Amerykańska Agencja Żywności i Leków (FDA) zatwierdziła jej stosowanie przeciw malarii i amebiozie pozajelitowej w 1949 r. Związek wykazuje również aktywność przeciwwirusową, np. przeciw flawiwirusom, retrowirusom i koronawirusom, w tym wirusom SARS.

## Farmakokinetyka
Szybko wchłania się z przewodu pokarmowego. Maksymalne stężenie w osoczu krwi osiąga po 4–6 godzinach. Biologiczny okres półtrwania jest zmienny i wynosi zazwyczaj 10–30 dni.

## Wskazania
- profilaktyka i leczenie malarii
- reumatoidalne zapalenie stawów
- czerwonka pełzakowata
- toczeń rumieniowaty
- leczenie skórnych zmian wywołanych uczuleniem na światło

Podczas pandemii COVID-19, w lutym 2020 r. grupa robocza z Department of Science and Technology of Guangdong Province oraz Health Commission of Guangdong Province zaleciła podawanie chlorochiny osobom zakażonym w lekkich, średnich i ciężkich przypadkach zapalenia płuc wywołanych tym wirusem. Opublikowana w maju 2020 r. w The Lancet analiza wykazała niższą przeżywalność szpitalną u osób przyjmujących ten lek przy jednoczesnym wzroście ryzyka powikłań (zaburzenia rytmu serca), jednak publikacja ta została wkrótce wycofana przez autorów w wyniku krytyki odnośnie do jej poprawności i zaleceń niezależnych recenzentów.
W 2021 r. zespół pod kierunkiem Przemysława Jodłowskiego z Politechniki Krakowskiej zaproponował podawanie chlorochiny w matrycy cyrkonowych sieci metaloorganicznych, dzięki czemu ograniczone zostały efekty uboczne działania chlorochiny, jak arytmia i przerost mięśnia sercowego. 

## Przeciwwskazania
- nadwrażliwość na lek
- wada słuchu lub wzroku
- niewydolność wątroby lub nerek
- łuszczyca
- padaczka
- zmiany w obrazie krwi

## Działania niepożądane
- zaburzenia wzroku
- zmiany w obrazie krwi
- osłabienie słuchu
- bóle brzucha
- nudności
- wymioty
- brak apetytu
- bóle i zawroty głowy
- spadki ciśnienia tętniczego
- zmiany w zapisie EKG
- niepokój
- pobudzenie
- drgawki
- skórne reakcje alergiczne
- utrata włosów

## Preparaty

### Na świecie
- Aralen, Chloroquine[3]

### W Polsce
- Arechin[15]

## Dawkowanie
Doustnie. Dawkę i częstotliwość stosowania ustala lekarz w zależności od tolerancji oraz stanu chorego. Zwykle w toczniu rumieniowatym i przewlekłym reumatoidalnym zapaleniu stawów 0,15–0,3 g dziennie przed snem.